# OGLE-TR-113b
OGLE-TR-113b es un planeta extrasolar (o exoplaneta) que orbita la estrella OGLE-TR-113, en la constelación de Carina, a unos 4900 años luz.
Durante una búsqueda de materia oscura del equipo OGLE se detectó en 2002 una disminución periódica de la intensidad luminosa de la estrella, que indicaba que algún cuerpo de tamaño planetario hacía Tránsitos astronómicos frente a ella. Sin embargo, estrellas enanas pueden poseer generar este comportamiento, por lo que para comprobar la existencia de un exoplaneta se debía medir la masa del objeto (que debe ser menos a unas 13 veces la masa de Júpiter, límite mínimo para la fusión de Deuterio. Para esto se estudió la velocidad radial de la estrella, a través del efecto Doppler, método que permite una medición indirecta de la masa del objeto en órbita, comprobándose en 2004 la existencia de un planeta.

El planeta tiene una masa de 1,32 veces la de Júpiter. Dado que el valor de la inclinación es conocido, este valor es exacto (el método entrega el valor de Mcos(i), donde M es la masa del planeta, e i es el ángulo de inclinación). Su radio es cercano al de Júpiter, por lo que debe ser un planeta gigante gaseoso. Orbita su estrella a una distancia muy cercana (un 2.3% de la distancia de la Tierra al Sol), lo que lo hace un Júpiter caliente.